# Entente báltica
La Entente báltica fue un tratado firmado el 12 de septiembre de 1934 entre Estonia, Letonia y Lituania con el objeto de tener una acción conjunta en materia de política exterior. Se basó en el Tratado de Entendimiento y Colaboración firmado por esos países bálticos. El acuerdo también incluía compromisos mutuos de apoyarse entre ellos políticamente y otorgar apoyo diplomático en comunicación internacional. En última instancia, el esfuerzo no tuvo éxito, porque la fuerza combinada de los tres países y las declaraciones de neutralidad no fueron sustanciales frente los grandes ejércitos de la Alemania nazi y la Unión Soviética. Los planes para dividirse el control del territorio europeo ubicado entre las dos superpotencias establecidos en el Pacto Ribbentrop-Mólotov de 1939 asignaron a los países bálticos a la "esfera de influencia" soviética. Como resultado, en 1940, los tres países fueron anexados por la Unión Soviética.

## Formación
La idea de crear una Unión báltica empezó a recibir atención entre 1914 y 1918 y se convirtió en una consecuencia directa de las esperanza de independencia de los pueblos. Así, la unión de Estonia, Letonia y Lituania se originó en las mentes de muchos refugiados que no tuvieron otra alternativa que huir a Occidente para escapar la tiranía imperante en sus regiones. De esta manera, reunieron esfuerzos en la lucha por alcanzar libertad y crear una nación. Tales esfuerzos se hicieron más evidentes tras el fin de la Primera Guerra Mundial.
Gracias a la victoria de la Entente en la Primera Guerra Mundial y al debilitamiento de Alemania y Rusia, fue posible que los países bálticos volcaran estas ideas a la práctica, estableciéndose políticamente en el plano internacional. Los tres países lograron asegurar su independencia firmando tratados de paz individuales con Rusia en 1920. Este fue un gran paso en la cooperación diplomática entre los recientemente creados países bálticos y permitió a cada nación obtener reconocimiento de su soberanía de otros Estados. La aceptación de los países bálticos en la Sociedad de Naciones en septiembre de 1921 significó que la seguridad letona, estonia y lituania había sido alcanzada. El principal resultado de la Primera Guerra Mundial, el "sistema de Versalles" determinó un nuevo orden internacional en Europa. Bajo las nuevas condiciones, el tema del fortalecimiento de la independencia de los países bálticos era de importancia central.

## Objetivo
La finalidad de la Entente básica era el deseo de sus miembros de prolongar y fortalecer la paz. Las razones para el establecimiento de la Entente fueron expresadas en el preámbulo del tratado, firmado en Ginebra (Suiza):

Firmemente resueltos a contribuir al mantenimiento y garantía de la paz y para coordinar su política externa al interior del espíritu de los principios del Pacto de la Sociedad de Naciones, los Estados bálticos han decidido celebrar un tratado.